# Goldene Kamera 2011
Die Verleihung der Goldenen Kamera 2011 fand am 5. Februar 2011 in der Ullstein-Halle im Verlagshaus der Axel Springer AG in Berlin statt. Es war die 46. Verleihung dieser Auszeichnung. Das Publikum wurde durch Andreas Wiele (Vorstand Zeitschriften Internationales, Axel Springer AG) begrüßt. Die Moderation übernahm zum zweiten Mal nacheinander Hape Kerkeling. An der Veranstaltung nahmen etwa 1000 Gäste teil. Die Verleihung wurde um 20:15 Uhr live im ZDF übertragen. Die Leser wählten in der Kategorie Das beste Krimi-Team ihre Favoriten. Die Jury bestand aus Barbara Auer, Heinrich Breloer, Oliver Kalkofe, Marietta Slomka und Michael Souvignier sowie den Mitgliedern aus der Hörzu-Redaktion Christian Hellmann (Chefredakteur), Julia Brinckman (stellvertretende Chefredakteurin) und Angela Meyer-Barg (Chefreporterin).
Die Goldene Kamera 2011 wurde in 14 Kategorien vergeben. Der am 24. Januar 2011 verstorbene Filmproduzent Bernd Eichinger wurde postum mit einem Sonderpreis als bester Produzent geehrt, die Moderatorin und Journalistin Monica Lierhaus mit einem Ehrenpreis. Für Lierhaus war es der erste öffentliche Auftritt seit ihrer schweren Erkrankung im Januar 2009. Während ihrer Dankesrede machte sie ihrem langjährigen Lebensgefährten Rolf Hellgardt einen Heiratsantrag, den dieser annahm.

## Musikalische Darbietungen
Lena Meyer-Landrut trug gemeinsam mit dem Chor gropies berlin eine A-cappella-Version des Liedes Satellite (Arrangement: Marcus Merkel) vor. Hape Kerkeling parodierte das Lied zuvor auf Russisch und Schweizerdeutsch. Gloria Gaynor sang zunächst I Will Survive und anschließend im Duett mit Hape Kerkeling das Lied I Am What I Am. Eros Ramazzotti trat mit einem Medley bestehend aus den Liedern Non possiamo chiudere gli occhi, Cose della vita und Piu bella cosa auf.

## Preisträger und Nominierte

### Beste deutsche Schauspielerin
- Anna Loos – Wohin mit Vater?

Weitere Nominierungen:
Nina Kunzendorf – In aller Stille
Carolina Vera – Schutzlos
(Laudatio: Heino Ferch und Anja Kling)

### Bester deutscher Schauspieler
- Ulrich Tukur – Tatort: Wie einst Lilly

Weitere Nominierungen:
Herbert Knaup – Eichmanns Ende – Liebe, Verrat, Tod
Max Riemelt – Im Angesicht des Verbrechens
(Laudatio: Heino Ferch und Anja Kling)

### Beste Musik national
- Lena Meyer-Landrut

(Laudatio: Hape Kerkeling)

### Beste Information (Tierreportage)
- Terra X: Supertiere von Dirk Steffens

Weitere Nominierungen:
Expeditionen ins Tierreich: Giganten im Mittelmeer – Pottwalen auf der Spur von Thomas Behrend
Terra X: Universum der Ozeane von Frank Schätzing
(Laudatio: Markus Lanz)

### Beste Unterhaltung
- Günther Jauch

(Laudatio: Hape Kerkeling)

### Leserwahl „Das beste Krimi-Team“
Die Hörzu-Leser konnten in der Kategorie Das beste Krimi-Team vom 5. November bis 10. Dezember 2010 ihre drei Favoriten wählen. Aus der Abstimmung gingen drei Nominierungen hervor:
- Tatort Münster: Jan Josef Liefers, Axel Prahl (ARD)

Weitere Nominierungen:
Ein starkes Team: Maja Maranow, Florian Martens (ZDF)
Der letzte Bulle: Henning Baum, Maximilian Grill (Sat.1)
(Laudatio: Christian Hellmann)
Zur Auswahl in der Leserwahl standen ferner die folgenden Ermittler-Teams:
- Tatort Ludwigshafen: Ulrike Folkerts, Andreas Hoppe (ARD)
- Tatort Köln: Klaus J. Behrendt, Dietmar Bär (ARD)
- Im Angesicht des Verbrechens: Ronald Zehrfeld, Max Riemelt, Carmen Birk, Klara Manzel, Arved Birnbaum, Uwe Preuss, Ulrike C. Tscharre (ARD)
- Mord mit Aussicht: Caroline Peters, Bjarne Mädel, Meike Droste (ARD)
- Polizeiruf 110: Anneke Kim Sarnau, Charly Hübner (ARD)
- Unter Verdacht: Senta Berger, Gerd Anthoff, Rudolf Krause (ZDF)
- Das Duo: Charlotte Schwab, Lisa Martinek (ZDF)
- Kommissarin Lucas: Ulrike Kriener, Inez Björg David (ZDF)
- Nachtschicht: Barbara Auer, Armin Rohde, Minh-Khai Phan-Thi, Peter Kremer, Cosma Shiva Hagen (ZDF)
- KDD – Kriminaldauerdienst: Götz Schubert, Manfred Zapatka, Saskia Vester, Barnaby Metschurat, Jördis Triebel (ZDF)
- Stubbe – Von Fall zu Fall: Wolfgang Stumph, Lutz Mackensy, Helene Grass (ZDF)
- Alarm für Cobra 11: Erdoğan Atalay, Tom Beck (RTL)
- Großstadtrevier: Jan Fedder, Saskia Fischer, Sophie Moser, Maria Ketikidou, Dorothea Schenck, Marc Zwinz (ARD)

### Bester Nachwuchsschauspieler
- Max Hegewald (Lilli Palmer & Curd Jürgens Gedächtniskamera)

(Laudatio: Cordula Stratmann)

### Bester deutscher Fernsehfilm
- Zivilcourage (ARD/WDR)

Weitere Nominierungen:
In aller Stille (ARD/BR)
Tatort: Wie einst Lilly (ARD/HR)
(Laudatio: Christiane Hörbiger)

### Bester Filmproduzent
- Bernd Eichinger (postum)

(Laudatio: Thomas Kretschmann, der den Preis auch entgegennahm)

### Lebenswerk national
- Armin Mueller-Stahl

(Laudatio: Iris Berben)

### Ehrenpreis
- Monica Lierhaus

(Laudatio: Günter Netzer)

### Auszeichnungen für internationale Gäste

#### Beste Schauspielerin international
- Renée Zellweger

(Laudatio: Christine Neubauer)

#### Lebenswerk international
- Michael J. Fox

(Laudatio: Danny DeVito)

#### Musik Lebenswerk
- Gloria Gaynor

(Laudatio: Thomas Hermanns)

#### Bester Schauspieler international
- John Travolta

(Laudatio: Robin Gibb)

#### Beste Musik international
- Eros Ramazzotti

(Laudatio: Sylvie van der Vaart)